# Distretto di Nuevo Imperial
Il distretto di Nuevo Imperial è uno dei sedici distretti della provincia di Cañete, in Perù. Si trova nella regione di Lima e si estende su una superficie di 329,3 chilometri quadrati.
Istituito il 22 giugno 1962, ha per capoluogo la città di Nuevo Imperial.